# Schwarze Holunderblattlaus

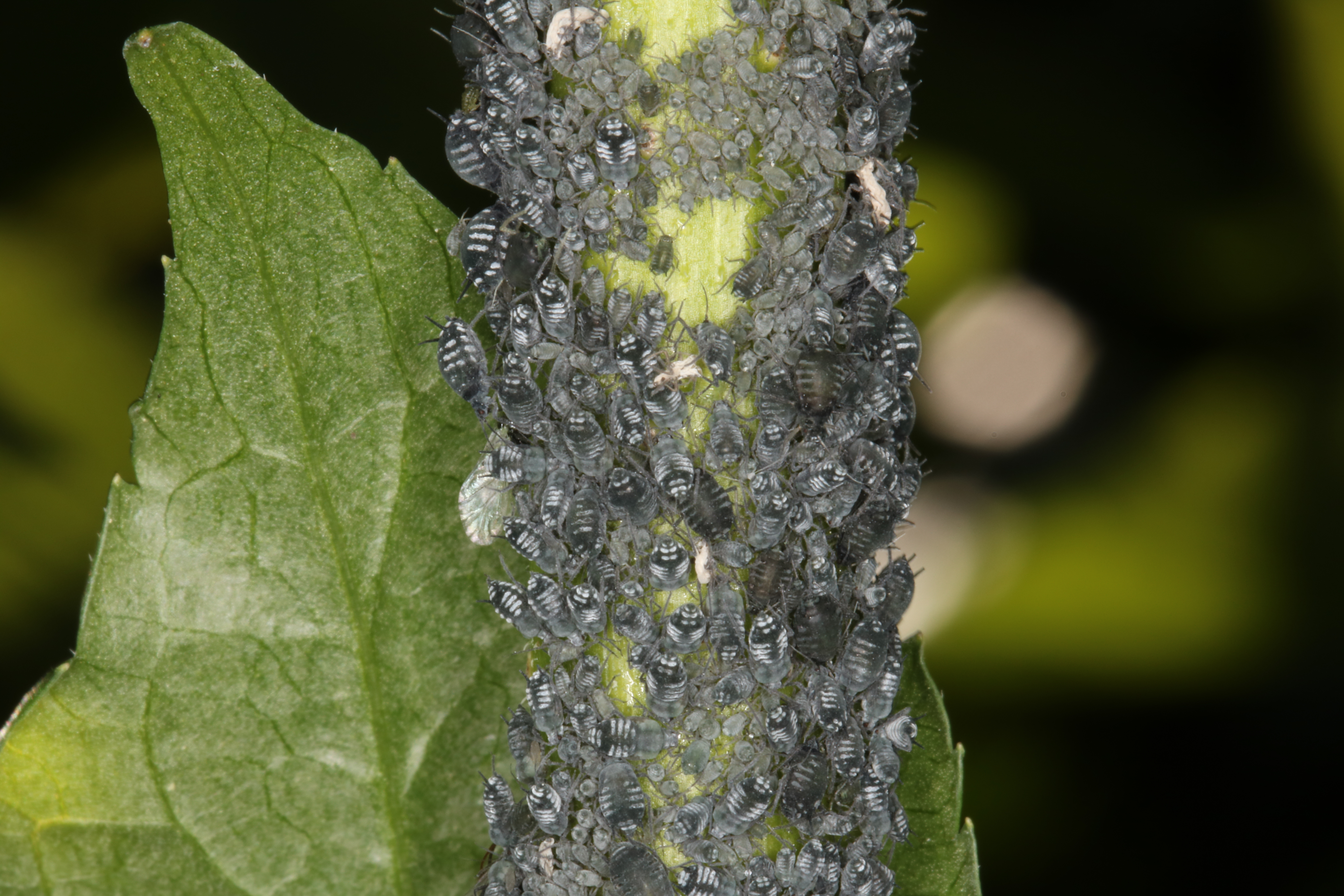
Eine Kolonie auf Schwarzem Holunder

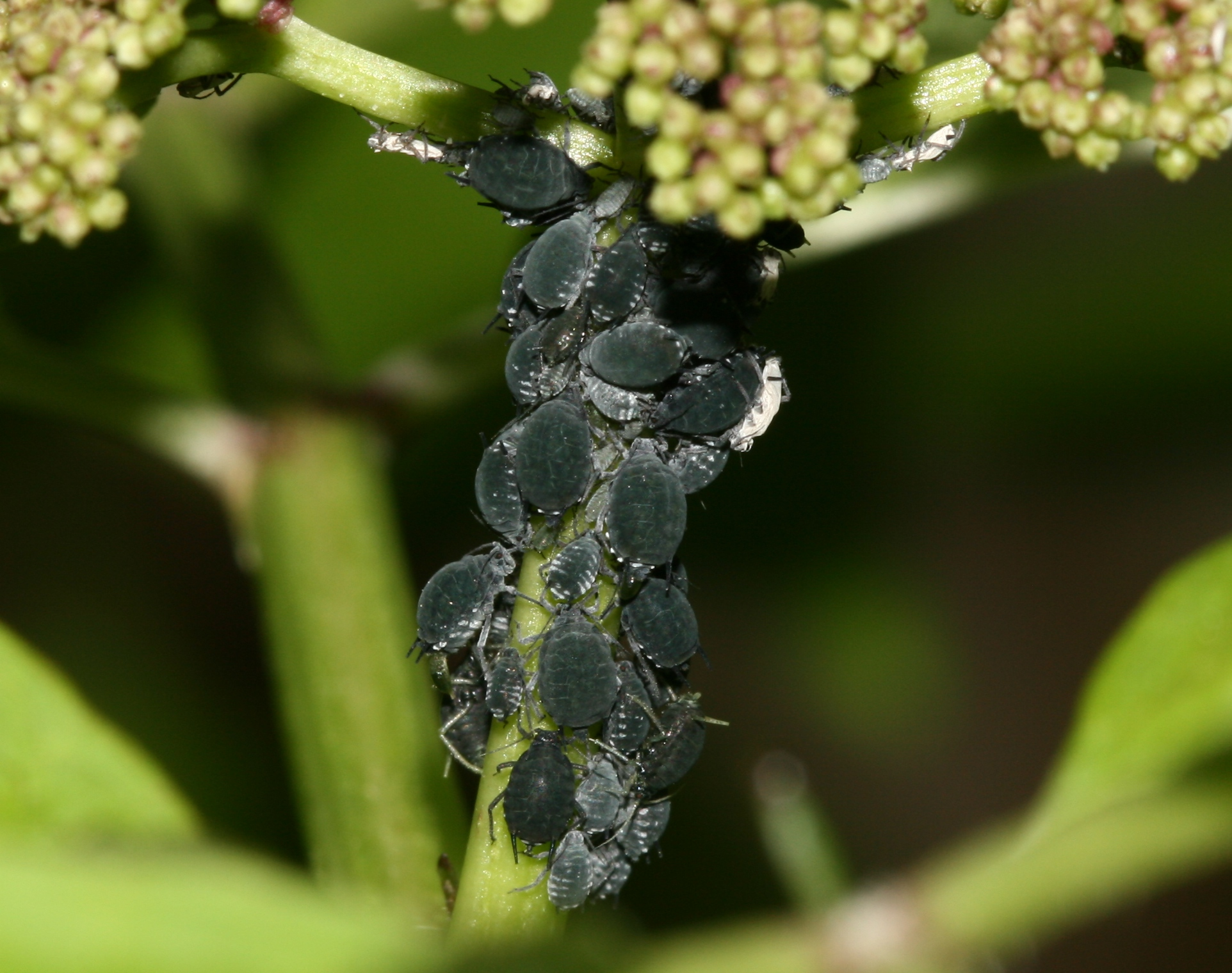
Ungeflügelte Weibchen der parthenogenetischen Generation

Die Schwarze Holunderblattlaus (Aphis sambuci), auch Holunderblattlaus genannt, ist eine Art der Röhrenblattläuse und holarktisch verbreitet.

## Merkmale
Die Körperlänge beträgt 2–3,5 mm. Die Körperfarbe variiert von blaugrün oder graugrün über blaugrau bis tiefschwarz. Die Körperoberfläche kann von grauem bis weißem Wachs bedeckt sein, das Hinterleibsende ist stumpf gerundet. Sie tragen außerdem zwei dunkle, verlängerte und zugespitzte Siphonen auf der Oberseite des Hinterleibs, mit denen sie Abwehrsekrete produzieren. Diese können Angreifern die Mundwerkzeuge verkleben. Hauptfressfeinde, wie Marienkäfer oder Florfliegen sind dadurch jedoch nicht beeinträchtigt. Beigemischt sind außerdem Alarmpheromone, die benachbarte Blattläuse vor den Fressfeinden warnen. Bei geflügelten Exemplaren sind die Flügel durchsichtig und mit dunklen Adern versehen. Beine, Antennen und Siphonen der Blattläuse sind auf Holunder meistens schwärzlich gefärbt, in den Wurzelkolonien der Sekundärwirtspflanzen bräunlich.

## Verbreitung und Lebensraum
Die Art bewohnt weite Teile Europas, Nordamerikas und kleine Teile Westasiens. In Europa ist sie vor allem aus Mitteleuropa und Nordeuropa bekannt, fehlt aber in den nördlichen Teilen Skandinaviens oder in Irland. Darüber hinaus ist sie bis in die Türkei und den Kaukasus verbreitet. In Nordamerika kommt sie von Mexiko bis ins südliche Kanada vor.
Die Schwarze Holunderblattlaus bewohnt Wälder, beispielsweise Auwälder, Gebüsche, Parks und Gärten. Sie lebt fast ausschließlich auf Holunder, ihrem Primärwirt, im Sommer aber auch an anderen Pflanzen (Sekundärwirten), wie Wegerichen, Ampfer, Steinbrech oder Nelkengewächsen, wie beispielsweise Leimkräutern. Die Holunderblattlaus ist daher auf Lebensräume mit Holundervorkommen angewiesen. Sie ist in geeigneten Habitaten eine häufige Art.

## Lebensweise
Aus den überwinternden Eiern, die in Holunder in versteckten Astspalten oder Blattachsen abgelegt werden, schlüpfen im Frühjahr, etwa von Ende März bis Anfang April, ungeflügelte Weibchen, die sich parthenogenetisch vermehren können. Sie bilden Kolonien an den jungen Trieben und Blättern, die fast immer von Ameisen besucht werden, die den Honigtau als Nahrung nutzen. Die parthenogenetische Fortpflanzung ist für die Vermehrung der Blattläuse wichtig, da so ein einzelnes Weibchen innerhalb weniger Monate weit über tausend Nachkommen erzeugen kann. Diese Nachkommen sind zum Teil geflügelt und zum Teil ungeflügelt. Geflügelte Blattläuse verlassen ihre Wirtspflanzen, um sich einen neuen Lebensraum zu suchen. Handelt es sich dabei um die Sekundärwirtspflanzen, so saugen die ungeflügelten Nachkommen an den Wurzeln dieser. Spätere Generationen tragen jedoch wieder Flügel, um zurück zum Holunder wandern zu können. Im Herbst erscheinen die Männchen, um die letzte weibliche Generation des Jahres vor dem Winter zu befruchten. Dadurch ist eine größere Varietät des Erbmaterials gewährleistet. Die Eier werden dann wieder an Holunder abgelegt und überwintern, manchmal überstehen aber auch adulte Läuse an den Wurzeln der Sekundärwirte.
Zur Nahrungsaufnahme saugen die Blattläuse den Saft ihrer Wirtspflanzen. Dadurch verlieren sie an Turgordruck, weshalb sich die Blätter kräuseln oder einrollen und Triebspitzen absterben können. Außerdem können sie Viruskrankheiten übertragen. Es kann somit zu einer Schadwirkung in der Holunderblütenproduktion kommen. Meistens wandern im Sommer jedoch viele Blattläuse zu den Sekundärwirtspflanzen ab, sodass es nicht zu einem Massenbefall am Holunder kommt. Ausgeschieden wird von den Insekten klebriger Honigtau. Im Sommer kann an Schwarzem Holunder auch die Grüne Pfirsichblattlaus (Myzus persicae) zusammen mit der Holunderblattlaus zu finden sein, ebenfalls Aphis craccivora und Myzus ornatus. Diese Art hat zahlreiche Fressfeinde, wobei manche Arten, wie der Siebenpunkt-Marienkäfer sie zu meiden scheinen. Der Zweipunkt-Marienkäfer ist jedoch als Fressfeind bekannt. Auch die Larven mancher Schwebfliegen ernähren sich von der Holunderblattlaus.

## Taxonomie
In der Literatur finden sich verschiedene Synonyme der Art:
- Anuraphis exul (Walker, 1849)
- Aphis buxtoni (Theobald, 1920)
- Aphis davisiana (Del Guercio, 1914)
- Aphis exual (Hottes, 1930)
- Aphis exul (Walker, 1849)
- Aphis picta (Walker, 1849)
- Aphis sambucaria (Passerini, 1860)
- Aphis sambuci (Müller, 1776)
- Aphis sambucifolia (Sanborn, 1904)
- Aphis sambucifoliae (Fitch, 1851)
- Aphis sambucina (Börner, 1940)
- Aphis wilsoni (Theobald, 1927)
- Cinara sambuci (Linnaeus, 1758)
- Sambucifex sambuci (Linnaeus, 1758)

## Galerie

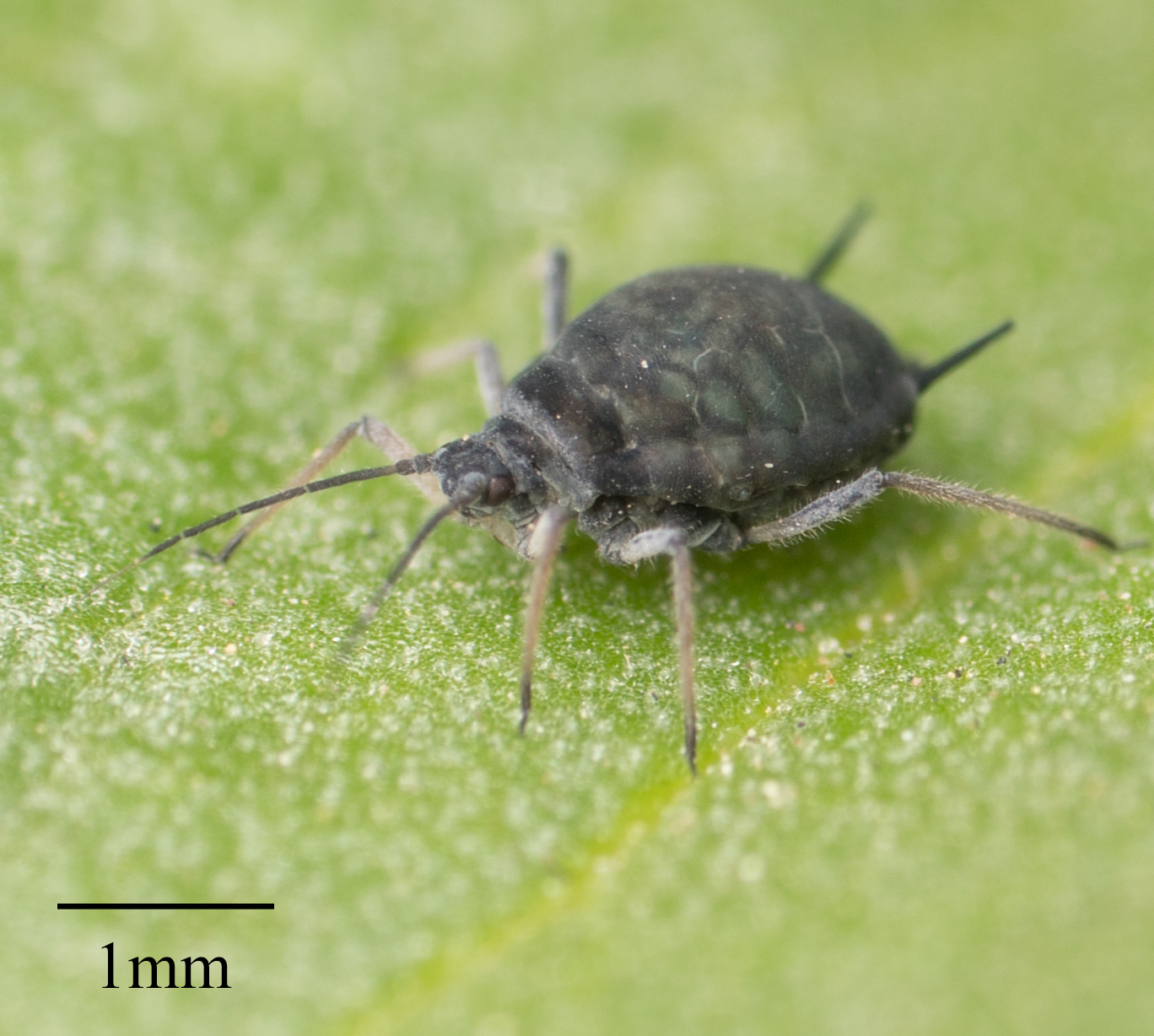
Ungeflügeltes Exemplar
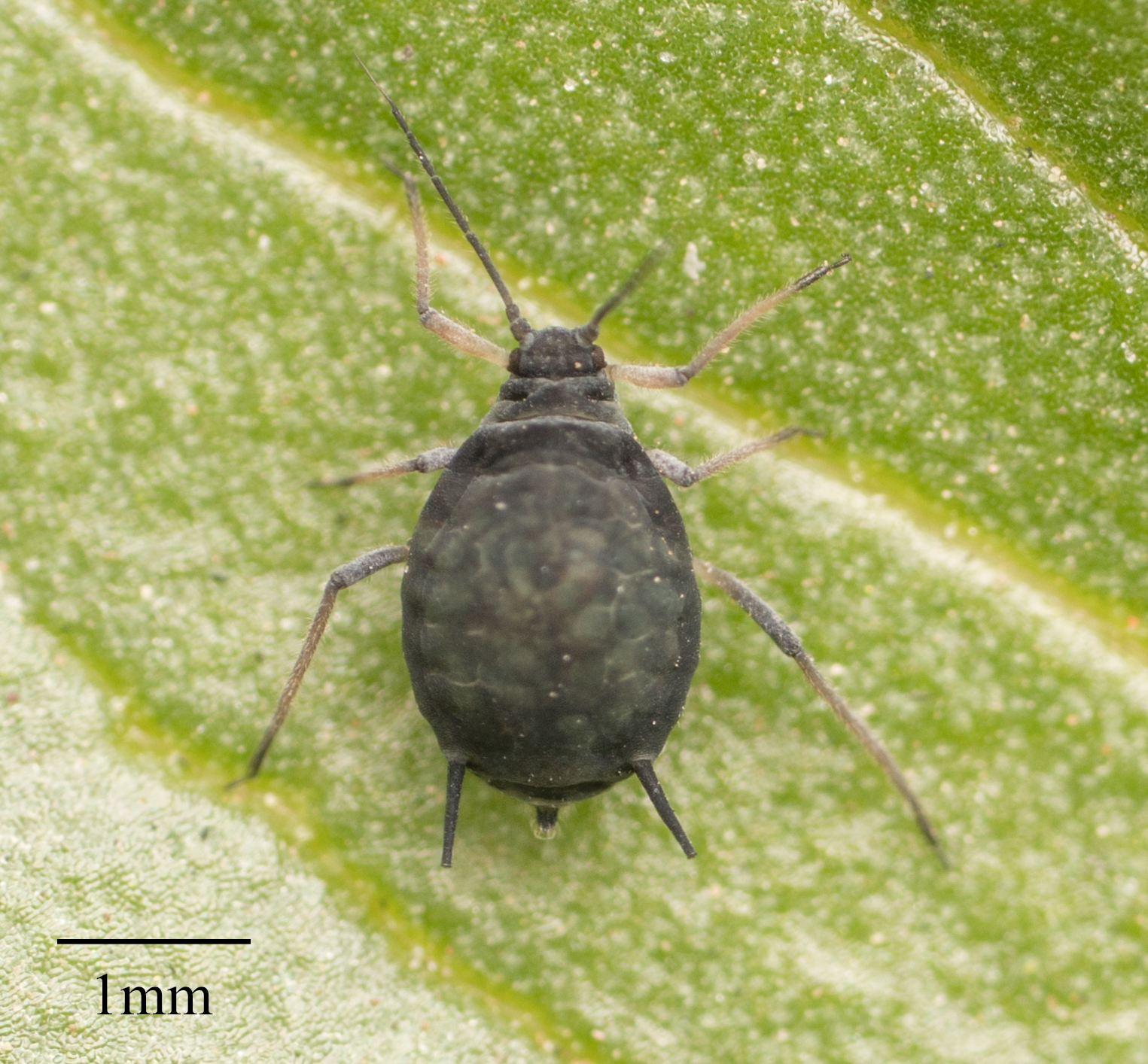
Ungeflügeltes Exemplar, dorsal
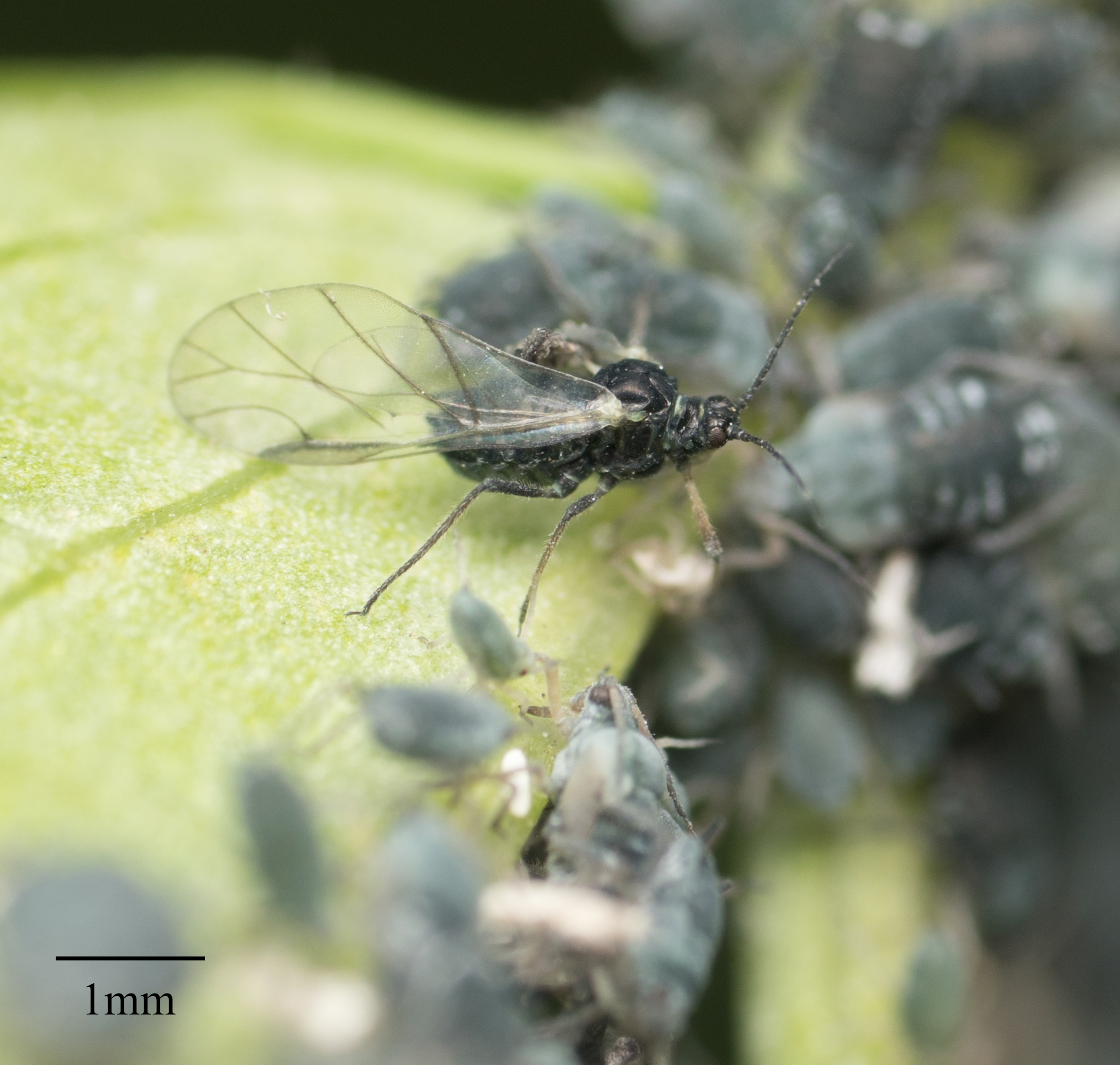
Geflügeltes Exemplar